# Uclés
Uclés ist ein Ort und eine Gemeinde (municipio) mit 235 Einwohnern (Stand: 2024) im Nordwesten der Provinz Cuenca in der Autonomen Gemeinschaft Kastilien-La Mancha in Zentralspanien.

## Lage und Klima
Der auf einer Anhöhe zu Füßen einer ehemaligen Burg (castillo) in ca. 865 m gelegene Ort befindet sich knapp 100 km (Fahrtstrecke) südöstlich des Stadtzentrums von Madrid bzw. etwa 115 km östlich von Toledo in der Kulturlandschaft von La Mancha. Die Provinzhauptstadt Cuenca liegt weitere knapp 72 km östlich. Der die meiste Zeit des Jahres ausgetrocknete Río Bedija umschließt den Ort auf drei Seiten. Das Klima ist gemäßigt bis warm; Regen (ca. 450 mm/Jahr) fällt überwiegend im Winterhalbjahr.

## Bevölkerungsentwicklung
| Jahr      | 1857 | 1900 | 1950 | 2000 | 2020 |
| Einwohner | 1093 | 1030 | 1276 | 313  | 212  |

Die Mechanisierung der Landwirtschaft und die Aufgabe bäuerlicher Kleinbetriebe („Höfesterben“) hatten seit der Mitte des 20. Jahrhunderts Arbeitslosigkeit und Abwanderung der Bevölkerung zur Folge.

## Wirtschaft
Die Bewohner des Orts lebten jahrhundertelang als Selbstversorger von den Erträgen der umliegenden Felder, auf denen heute Weizen, Sonnenblumen etc. angebaut werden. Der Ort ist darüber hinaus namengebend für das Weinbaugebiet Uclés. Auch der Tourismus spielt mittlerweile eine – wenn auch nicht sehr bedeutsame – Rolle für die Einnahmen der eher abgelegenen Gemeinde.

## Geschichte

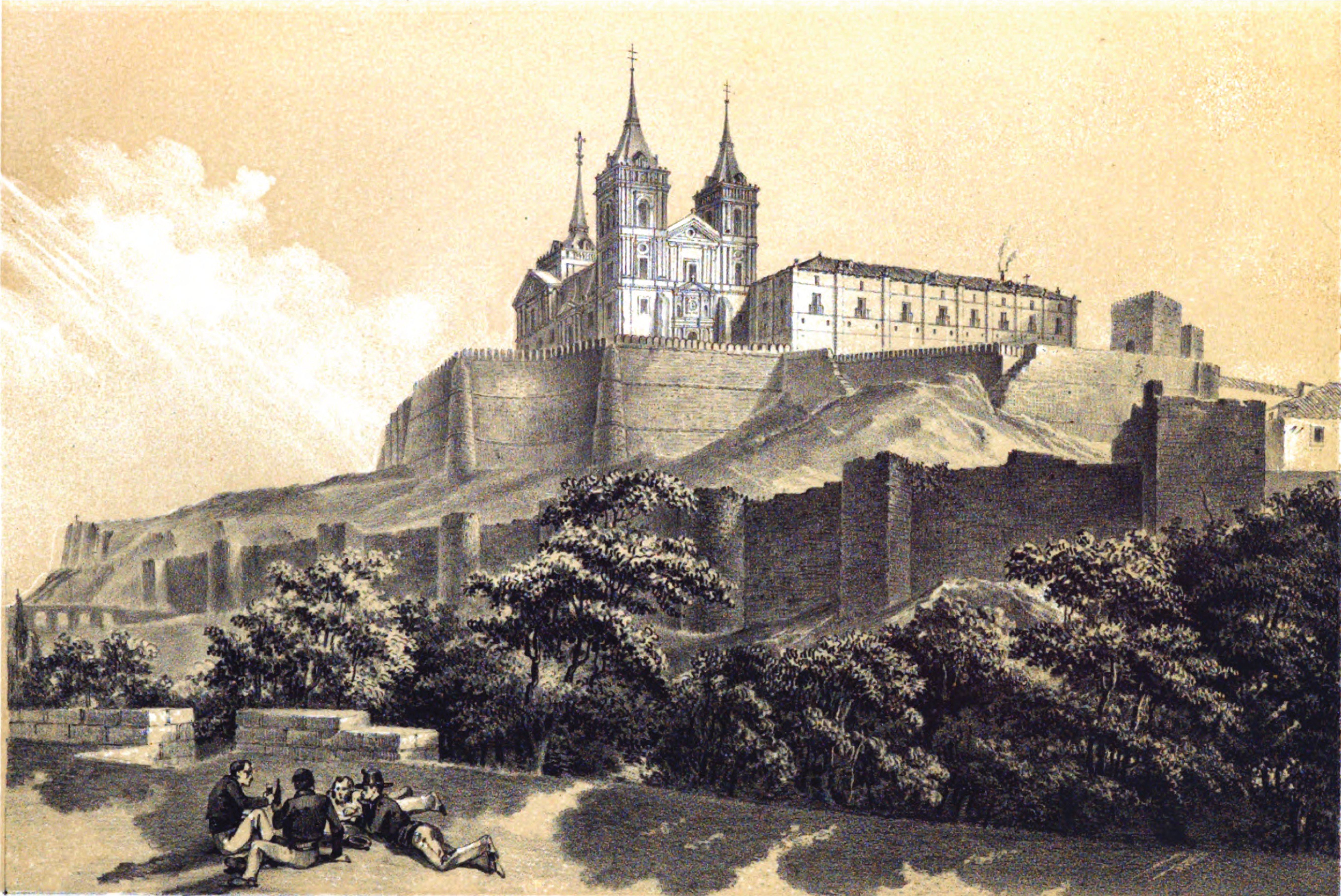
Monasterio de Uclés (1853)

Die Umgebung und der Bergrücken waren – wie Münzfunde etc. beweisen – bereits in vorrömischer, d. h. keltiberischer Zeit besiedelt. Aus römischer Zeit stammen eine Nekropole und ein Votivaltar zu Ehren des einheimischen Gottes Airón in der Umgebung; außerdem lag die Römerstadt Segobriga nur etwa 10 km in südöstlicher Richtung entfernt. Aus westgotischer Zeit fehlen jedoch weitere Funde, so dass die genauer überlieferte Geschichte erst mit den Arabern bzw. Mauren beginnt, die den Ort Uqlīsh (أقليش) nannten. In den Jahren nach 890 errichtete der sich von Toledo und damit vom Kalifat von Córdoba lösende Berberführer Al-Fath ben Musa ben Dhi-l-Nun vom Stamm der Dhun-Nuniden  (arabisch: بنو ذي النون; DMG Banū Ḏī n-Nūn) eine Festung (kasbah), innerhalb derer bzw. zu deren Füßen eine Stadt mit Moschee, Bädern und Märkten entstand.

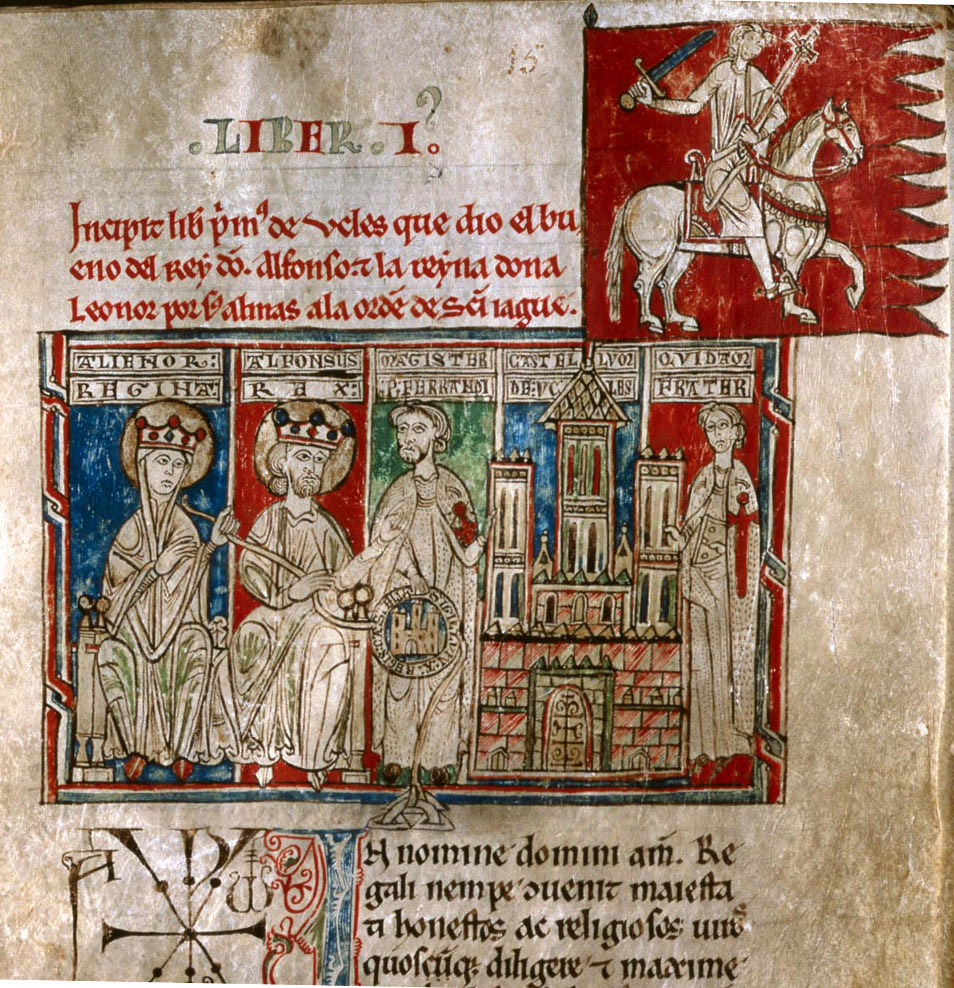
Übergabe von Uclés durch Alfons VIII. und seine Gemahlin Eleonor an den Großmeister des Santiagoordens

Im Rahmen der Rückeroberung (reconquista) Toledos (1085) gelangte die Stadt kurzzeitig in christliche Hände, ging jedoch nach der ein Jahr danach stattfindenden Schlacht bei Zallaqa, bei der die marokkanischen Almoraviden die Oberhand behielten, wieder verloren. In dem in der Folgezeit umkämpften Gebiet fand die für die Christen äußerst verlustreiche Schlacht von Uclés (1108) statt. Erst im Jahr 1157 kam die Stadt erneut in christliche Hände; der kastilische König Alfons VIII. übergab sie 1163 dem Johanniterorden und bestimmte gut zehn Jahre später Uclés zum Sitz des kastilischen Zweiges des von ihm im Jahr 1170 gegründeten Santiagoordens. Sieben Jahre nach der Eroberung Granadas (1492) wurde der Santiagoorden unter den Schutz bzw. die Oberaufsicht Ferdinands II. gestellt; 1516 folgte Karl V. seinem Großvater nach. Im Jahr 1523 vereinte Papst Hadrian VI. die Großmeisterwürde von Calatrava-, Alcántara- und Santiagoorden auf die Krone Spaniens.
Nach erfolgreich abgeschlossener Rückeroberung des Emirats Granada und der Vertreibung der Mauren aus Spanien hatte Uclés keine strategische Bedeutung mehr und so begann man im Jahr 1528 mit dem Teilabriss der Festung und mit dem Bau eines Klosters, dessen Fertigstellung sich jedoch bis ins 18. Jahrhundert hinzog.
Im Zusammenhang der napoleonischen Besetzung der Iberischen Halbinsel fand am 13. Januar 1809 in der Umgebung von Uclés erneut eine bedeutsame Schlacht statt, die für die spanischen Truppen jedoch verlustreich endete. Die Franzosen plünderten die Stadt und töteten 69 Zivilisten; beim anschließenden Marsch der französischen Heereseinheit Richtung Madrid starben darüber hinaus viele der mitgeführten spanischen Gefangenen.

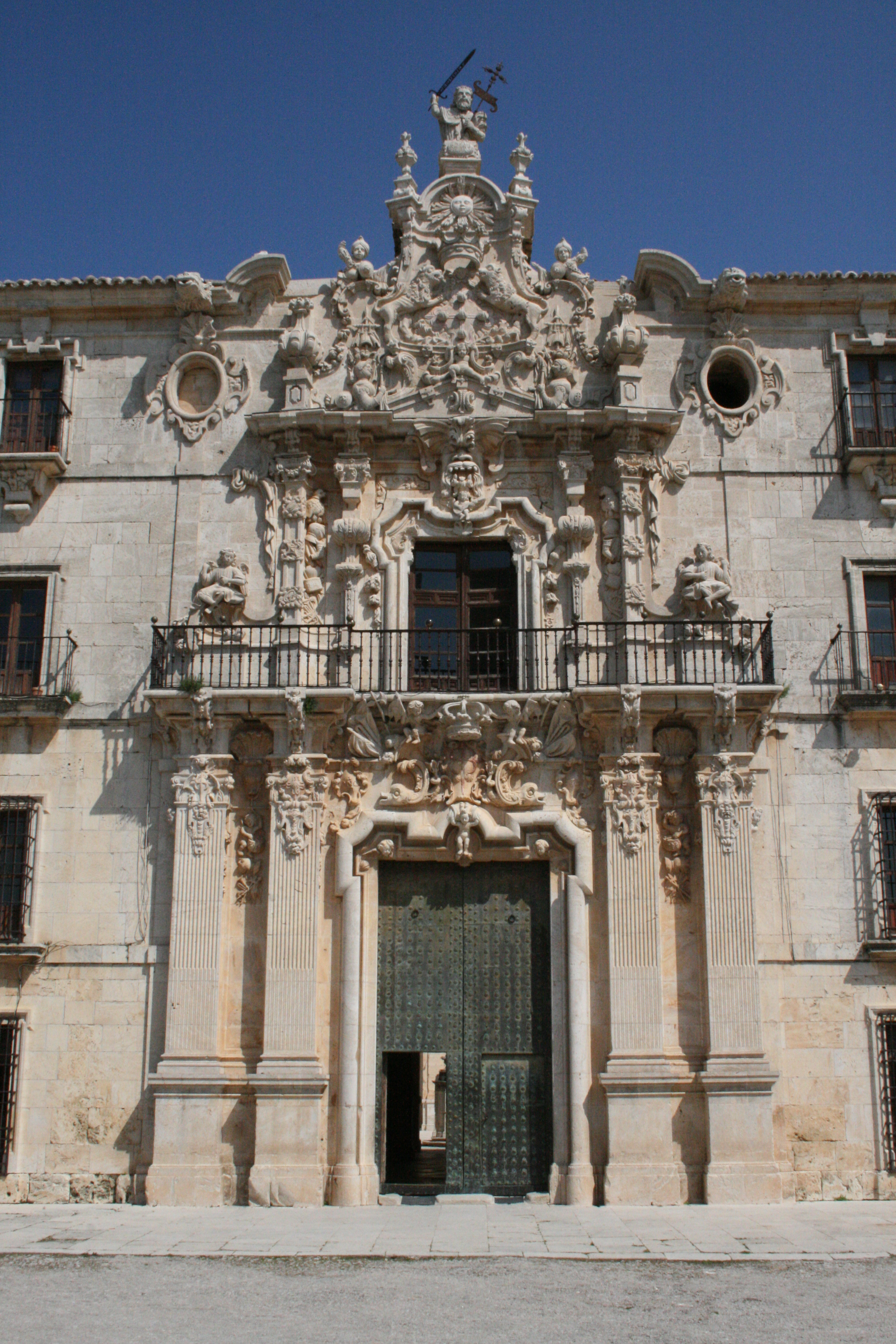
Kloster Uclés – von Pedro de Ribera im churrigueresken Stil gestalteter Haupteingang (1735)

## Sehenswürdigkeiten
- Das dem hl. Jakobus (Santiago) geweihte Kloster Uclés ist ein äußerst bedeutsamer Bau für die Geschichte und Architektur Spaniens. An seiner sich über Jahrhunderte hinziehenden und viele Kunststile in sich vereinenden Errichtung waren u. a. die Architekten Enrique Egas, Francisco de Mora und Pedro de Ribera sowie etliche andere Künstler beteiligt. Das Bauwerk wird manchmal als Escorial de La Mancha bezeichnet und ist seit 1931 als Kulturgut (Bien de Interés Cultural) anerkannt.[4]
- Von der ehemaligen Festung stehen noch ein Bergfried (torre del homenaje) und einige Mauerreste.[5]
- Bei der außerhalb des Ortes gelegenen Quelle Fuente Redonda wurde im 19. Jahrhundert ein antiker Votivaltar zu Ehren der vorrömischen Gottheit Airón entdeckt.
- Nicht weit entfernt davon lag eine Nekropole aus römischer Zeit.